# Coleophora murinipennella
Coleophora murinipennella é uma espécie de mariposa do gênero Coleophora pertencente à família Coleophoridae.